# Крутоярівська сільська рада (Прилуцький район)
Крутоя́рівська сільська́ ра́да — адміністративно-територіальна одиниця та орган місцевого самоврядування у Прилуцькому районі Чернігівської області. Адміністративний центр — село Крутоярівка.

## Загальні відомості
Крутоярівська сільська рада утворена у 1991 році.
- Територія ради: 20,247 км²
- Населення ради: 238 осіб (станом на 2001 рік)

## Населені пункти
Сільській раді були підпорядковані населені пункти:
- с. Крутоярівка

## Склад ради
Рада складалася з 12 депутатів та голови.
- Голова ради: Перескок Галина Іванівна
- Секретар ради: Нагайська Наталія Миколаївна

### Керівний склад попередніх скликань
| Прізвище, ім'я, по батькові | Основні відомості                                               | Дата обрання | Дата звільнення |
| --------------------------- | --------------------------------------------------------------- | ------------ | --------------- |
| Перескок Галина Іванівна    | Сільський голова, 1971 року народження, освіта незакінчена вища | 26.03.2006   | 31.10.2010      |
| Перескок Галина Іванівна    | Сільський голова, 1971 року народження, освіта незакінчена вища | 31.10.2010   |                 |

Примітка: таблиця складена за даними сайту Верховної Ради України

### Депутати
За результатами місцевих виборів 2010 року депутатами ради стали:

#### За суб'єктами висування
| Суб'єкт висування            | Кількість обраних депутатів | %  |
| ---------------------------- | --------------------------- | -- |
| Самовисування                | 9                           | 75 |
| Соціалістична партія України | 3                           | 25 |

#### За округами
| № округу                     | Прізвище, ім'я, по батькові  | Дата визнання обраним | Освіта             | Партійна приналежність             | Відомості про обраного депутата         |
| ---------------------------- | ---------------------------- | --------------------- | ------------------ | ---------------------------------- | --------------------------------------- |
| Соціалістична партія України |                              |                       |                    |                                    |                                         |
| 3                            | Нужденко Тетяна Львівна      | 01.11.2010            | вища               | член Соціалістичної партії України | Крутоярівська сільська рада, бухгалтер  |
| 5                            | Поковба Іван Васильович      | 01.11.2010            | середня спеціальна | член Соціалістичної партії України | ТОВ «Агрікор-Холдинг», фуражир          |
| 6                            | Білецький Микола Миколайович | 01.11.2010            | середня спеціальна | член Соціалістичної партії України | тимчасово не працює                     |
| Самовисування                |                              |                       |                    |                                    |                                         |
| 1                            | Новак Віра Іванівна          | 01.11.2010            | середня спеціальна | позапартійна                       | сільська бібліотека, бібліотекар        |
| 2                            | Нагайський Іван Миколайович  | 01.11.2010            | середня спеціальна | позапартійний                      | тимчасово не працює                     |
| 4                            | Булейко Олександр Степанович | 01.11.2010            | середня спеціальна | позапартійний                      | тимчасово не працює                     |
| 7                            | Шкурат Лілія Станіславівна   | 01.11.2010            | середня спеціальна | позапартійна                       | тимчасово не працює                     |
| 8                            | Поковба Микола Дмитрович     | 01.11.2010            | середня            | позапартійний                      | ТОВ «Агрікор-Холдинг», фуражир          |
| 9                            | Нагайська Любов Миколаївна   | 01.11.2010            | середня спеціальна | позапартійна                       | сільський клуб, завідувачка             |
| 10                           | Шовкун Сергій Іванович       | 01.11.2010            | середня            | позапартійний                      | тимчасово не працює                     |
| 11                           | Нагайська Наталія Миколаївна | 01.11.2010            | середня спеціальна | позапартійна                       | Крутоярівська сільська рада, секретар   |
| 12                           | Перескок Леонід Іванович     | 01.11.2010            | середня спеціальна | позапартійний                      | СП ТОВ «Нива Переяславщини», тракторист |